# Der Himmel brennt (Lied)
Der Himmel brennt ist eine Single des deutschen Schlagersängers Wolfgang Petry aus dem Jahre 1982. Sie zählt zu seinen ersten Erfolgen in der ZDF-Hitparade.

## Inhalt
Das Lied beschreibt die Gefühlssituation, in der sich jemand befindet, nachdem er von seinem/seiner Geliebten überaus enttäuscht und verlassen wurde.

## Chartplatzierungen
| ChartsChartplatzierungen | Höchstplatzierung | Wochen |
| ------------------------ | ----------------- | ------ |
| Deutschland (GfK)        | 13 (17 Wo.)       | 17     |